# Juchym Szkolnykow
Juchym Hryhorowycz Szkolnykow, ukr. Юхим Григорович Школьников, ros. Ефим Григорьевич Школьников, Jefim Grigorjewicz Szkolnikow (ur. 31 stycznia 1939 w Czernihowie, Ukraińska SRR, zm. 3 września 2009 w USA) – ukraiński piłkarz, grający na pozycji napastnika, trener piłkarski.

## Kariera piłkarska

### Kariera klubowa
W 1960 rozpoczął karierę piłkarską w miejscowym klubie Desna Czernihów. Kiedy w 1965 występował w składzie reprezentacji Ukraińskiej SRR w Indiach, Birmie i Tajlandii (strzelił 8 goli), otrzymał propozycję przejścia do Spartaka Moskwa od trenera Nikołaja Starostina. Jednak odrzucił propozycję i został wierny klubowi do końca swojej kariery piłkarskiej.

## Kariera trenerska
Po zakończeniu kariery piłkarskiej trenował najpierw klub amatorski Chimik Czernihów, również grając w nim. Pod jego kierownictwem klub wielokrotnie zdobywał mistrzostwo obwodu czernihowskiego. W 1976 klub został mistrzem Ukraińskiej SRR spośród drużyn kultury fizycznej. W kolejnych latach prowadził Desnę Czernihów, Nywę Winnica i Bukowynę Czerniowce. Oprócz tego pracował jako główny trener klubów Tiligul Tyraspol, Polissia Żytomierz, asystent trenera Systema-Boreks Borodzianka, dyrektor FK Czerkasy i dyrektor techniczny Desny Czernihów. Potem wyjechał do Stanów Zjednoczonych, gdzie zmarł.

## Sukcesy i odznaczenia

### Sukcesy trenerskie
- mistrz Ukraińskiej SRR spośród drużyn kultury fizycznej: 1976
- brązowy medalista Mistrzostw Ukraińskiej SRR spośród drużyn kultury fizycznej: 1970
- mistrz Ukraińskiej SRR: 1984, 1988
- wicemistrz Ukraińskiej SRR: 1982, 1985, 1989
- brązowy medalista Mistrzostw Ukraińskiej SRR: 1983
- mistrz Drugiej Ligi ZSRR, strefy zachodniej: 1990
- mistrz Pierwszej Lihi Ukrainy: 1993
- wicemistrz Pierwszej Lihi Ukrainy: 1996
- mistrz Drugiej Lihi Ukrainy: 1997, 2001
- zdobywca Pucharu Ukrainy spośród klubów Drugiej Lihi: 2001

### Odznaczenia
- tytuł Mistrza Sportu ZSRR: 1988
- tytuł Zasłużonego Trenera Ukraińskiej SRR: 1988